# 530

530(오백삼십)은 529보다 크고 531보다 작은 자연수다.

## 수학
- 합성수로, 그 약수는 1, 2, 5, 10, 53, 106, 265, 530이다. 진약수의 합은 442이므로, 530은 부족수다.
- 64번째 쐐기수다. 앞의 쐐기수는 518, 다음 쐐기수는 534다.
- 42번째 불가촉수다. 앞의 불가촉수는 520, 다음은 540이다.
- {\displaystyle 530=92+117+145+176}
  - 연속하는 네 오각수의 합으로 나타낼 수 있는 수다. 이 성질을 지닌 앞의 수는 424, 다음 수는 648이다.
- {\displaystyle 530=13^{2}+19^{2}}
  - 4번째 섹시 소수쌍의 제곱합이다. 이 성질을 지닌 앞의 수는 410, 다음 수는 818이다.
- {\displaystyle 530=5^{2}+12^{2}+19^{2}}
  - 공차가 7인 세 자연수의 제곱합으로 나타낼 수 있는 수다. 이 성질을 지닌 앞의 수는 461, 다음 수는 605다.
- {\displaystyle 23^{4}-1}은 530으로 나누어떨어진다.

## 과학
- NGC 530(영어판): 고래자리 방향에 있는 렌즈형은하.

## 교통

### 철도
- 수도권 전철 5호선 애오개역의 역번호.

### 도로
- 현도 제530호선

## 군사
- U-530(영어판): 제2차 세계 대전에 사용된 나치 독일의 군용 잠수함.

## 문화유산
- 대한민국의 보물 제530호: 거창 가섭암지 마애여래삼존입상
- 대한민국의 사적 제530호: 용인 심곡서원

## 방송
- 《뉴스톡 530》: CBS 표준FM에서 방송되는 라디오 뉴스 프로그램.

## 기타
- 날짜: 5월 30일
- 연도: 530년, 기원전 530년
- 한국십진분류법에서 공학, 공업일반, 토목공학 및 환경공학에 관한 책들이 분류되는 번호.